# Nedre Puortmantjåkktjärnen
Nedre Puortmantjåkktjärnen är en sjö i Arvidsjaurs kommun i Lappland och ingår i Piteälvens huvudavrinningsområde. Sjöns area är 0,04 kvadratkilometer och den befinner sig 277 meter över havet.